# Budanica
Budanica falu Horvátországban Verőce-Drávamente megyében. Közigazgatásilag Suhopoljéhoz tartozik.

## Fekvése
Verőce központjától légvonalban 15, közúton 17 km-re délkeletre, községközpontjától légvonalban 6, közúton 8 km-re délkeletre, Nyugat-Szlavóniában, a Papuk-hegység északi szélén levő völgyben, az azonos nevű patak mentén fekszik.

## Története
A települést pravoszláv szerb betelepülők alapították a 17. században. Az első katonai felmérés térképén „Dorf Budanica” néven találjuk. Lipszky János 1808-ban Budán kiadott repertóriumában „Budanicza” néven szerepel. Nagy Lajos 1829-ben kiadott művében „Budanicza” néven 95 házzal, 14 katolikus és 524 ortodox vallású lakossal szerepel.
Verőce vármegye Verőcei járásának része volt. A településnek 1857-ben 299, 1910-ben 387 lakosa volt. 1910-ben a népszámlálás adatai szerint lakosságának 56%-a horvát, 36%-a szerb, 8%-a magyar anyanyelvű volt. Az I. világháború után 1918-ban az új szerb-horvát-szlovén állam, majd később (1929-ben) Jugoszlávia része lett. 1991-ben 158 főnyi lakosságának 49%-a szerb, 39%-a horvát nemzetiségű volt. 2011-ben a településnek 107 lakosa volt.

## Lakossága
| Lakosság változása | Lakosság változása | Lakosság változása | Lakosság változása | Lakosság változása | Lakosság változása | Lakosság változása | Lakosság változása | Lakosság változása | Lakosság változása | Lakosság változása | Lakosság változása | Lakosság változása | Lakosság változása | Lakosság változása | Lakosság változása |
| ------------------ | ------------------ | ------------------ | ------------------ | ------------------ | ------------------ | ------------------ | ------------------ | ------------------ | ------------------ | ------------------ | ------------------ | ------------------ | ------------------ | ------------------ | ------------------ |
| 1857               | 1869               | 1880               | 1890               | 1900               | 1910               | 1921               | 1931               | 1948               | 1953               | 1961               | 1971               | 1981               | 1991               | 2001               | 2011               |
| 299                | 337                | 386                | 435                | 445                | 387                | 368                | 385                | 315                | 316                | 307                | 253                | 208                | 158                | 128                | 107                |

(1981-ig Jugovo Polje lakosságával együtt.)

## Nevezetességei
Ávilai Szent Teréz tiszteletére szentelt kápolnája tulajdonképpen egy harangtorony. Misét évente csak egyszer mondanak benne, a védőszent ünnepét követő vasárnapon.